# Kari Kuivalainen
Kari Ilmari Kuivalainen, född 14 november 1960, är en finländsk sångare och låtskrivare.
Kuivalainen skrev låten Haaveissa vainko oot mun som framfördes av Riki Sorsa i den finska uttagningen till Eurovision Song Contest (ESC) 1985. Den kom på 2:a plats efter Sonja Lumme med Eläköön elämä. Kuivalainen deltog i den finska uttagningen till Eurovision Song Contest 1986 som soloartist och vann med det egenskrivna bidraget Päivä kahden ihmisen. I ESC samma år kom han på 15:e plats med 22 poäng. Låten hade då fått den engelskspråkiga titeln Never the end.
Kuivalainen deltog även i Eurovision Song Contest 1990 som körsångare för musikgruppen Beat. De framförde bidraget Fri? och kom på delad 21:a plats med 8 poäng.
Kuivalainen släppte sitt självbetitlade debutalbum 1985. Tillsammans med bl.a. sångerskan Vicky Rosti var han en del av musikgruppen Menneisyyden Vangit. Han är även medlem i musikgruppen The Scaffolds.

## Diskografi
- Kari Kuivalainen (1985)
- Tähdet Näyttää Tien (2002) – med Menneisyyden Vangit
- Kun Havantuu (2012) – med The Scaffolds